# Meksyk na Letnich Igrzyskach Olimpijskich 2000
Meksyk na Letnich Igrzyskach Olimpijskich 2000 reprezentowało 78 zawodników, 52 mężczyzn i 26 kobiet.

## Zdobyte medale
| Medal  | Zawodnik          | Dyscyplina           | Konkurencja        |
| ------ | ----------------- | -------------------- | ------------------ |
| Złoto  | Soraya Jiménez    | Podnoszenie ciężarów | Kategoria do 58 kg |
| Srebro | Noé Hernández     | Lekkoatletyka        | Chód na 20 km      |
| Srebro | Fernando Platas   | Skoki do wody        | Trampolina – 3 m   |
| Brąz   | Joel Sánchez      | Lekkoatletyka        | Chód na 50 km      |
| Brąz   | Cristian Bejarano | Boks                 | Waga lekka         |
| Brąz   | Victor Estrada    | Taekwondo            | Kategoria do 80 kg |